# Theresina
Theresina är ett släkte av skalbaggar. Theresina ingår i familjen långhorningar.
Kladogram enligt Catalogue of Life:
| Theresina | \| \| Theresina grossepunctata \| \| \| \| \| \| Theresina punctata \| \| \| \| |
|           | \| \| Theresina grossepunctata \| \| \| \| \| \| Theresina punctata \| \| \| \| |
|           | Theresina grossepunctata                                                        |
|           |                                                                                 |
|           | Theresina punctata                                                              |
|           |                                                                                 |